# Heini Hemmi
Heini Hemmi (* 17. ledna 1949, Churwalden, Švýcarsko) je bývalý švýcarský alpský lyžař.
Na olympijských hrách v Innsbrucku roku 1976 vyhrál závod v obřím slalomu. V sezóně 1976–77 světového poháru se stal celkovým vítězem v disciplíně obří slalom. Ve stejné sezóně byl celkově (za všechny disciplíny) sedmý. Ve světovém poháru vyhrál čtyři závody. V roce 1976 byl zvolen švýcarským sportovcem roku. Na mistrovství světa bylo jeho nejlepším výsledkem čtvrté místo v obřím slalomu roku 1978 (byť oficiálně se v jeho době i olympijský závod počítal jako mistrovství světa, formálně tedy drží i titul světového šampióna). Je pětinásobným mistrem Švýcarska, třikrát v obřím slalomu (1974, 1975, 1978), dvakrát ve slalomu (1973, 1976). Sportovní kariéru ukončil roku 1979. Vyučený zedník Hemmi si pak v roce 1984 založil obchodní společnost Heval, která vyrábí zábrany, ochranné sítě, tyče na brány a další příslušenství pro pořádání lyžařských závodů. V roce 2007 ji prodal Michaelu Bontovi, bývalému hlavnímu trenérovi finské ženské reprezentace. V současnosti Hemmi řídí asociaci, která je zodpovědná za organizaci závodů světového poháru v Lenzerheide.